# Pequeño lago Prespa
El pequeño lago Prespa (griego antiguo: Λίμνη Μικρή Πρέσπα, romanizado: Limni Mikri Prespa; en albanés: Prespa e Vogël; en macedonio: Мало Преспанско Езеро, romanizado: Malo Prespansko Ezero) es un lago dividido entre Grecia (con 42.5 km² de superficie) y Albania (con 4.3 km² de superficie). Es el más pequeño de los dos lagos Prespa.

## Detalles

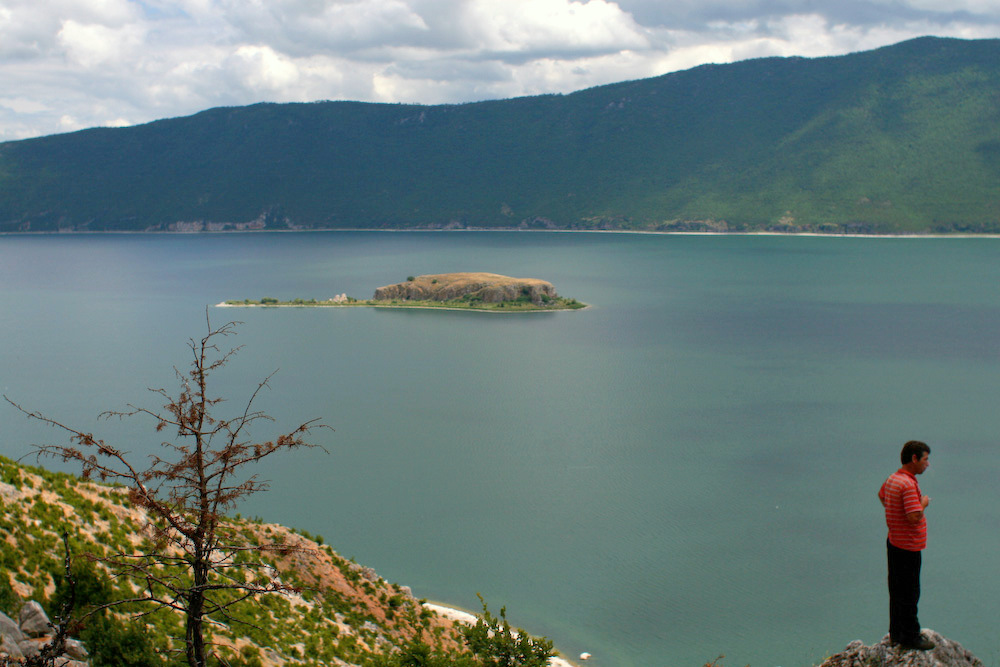
Lago Prespa. Albania

El pequeño lago Prespa ha sido reconocido en particular como un importante ecosistema de humedales que favorece la cría y alimentación de especies raras de aves acuáticas. Alberga la colonia más grande de pelícanos ceñudos en el mundo. La flora en la región está compuesta por más de 1500 especies de plantas, de las cuales 146 especies son endémicas del lago Ohrid y 39 especies son endémicas de los lagos Prespa.
Los pueblos que rodean el lago son Agios Germanos, Laimos, Milionas, Platy, Kallithea, Lefkonas, Prespes, Karyes, Mikrolimni, Oxia, Pyli y Vrontero.
Durante 1970, cantidades significativas de agua del río Devoll se desviaron hacia el lago con la intención de utilizarlo más tarde durante el verano para fines de riego. Debido a los altos sólidos suspendidos en el agua del río, se produjo una sedimentación significativa en el lado albanés. La práctica se ha detenido recientemente. La parte albanesa de este lago tiene una superficie de 420 hectáreas. En 1999, la Sociedad para la Protección de Prespa recibió el Premio Ramsar a la Conservación de los Humedales por sus esfuerzos de conservación.

## Agios Achillios
El pequeño lago Prespa contiene la isla de Agios Achillios (San Aquilo); en febrero de 1948, en medio de la guerra civil griega, Nikolaos Zachariadis, el secretario general del Partido Comunista de Grecia, se casó en esta isla con Roula Koukoulou, su amante de toda la vida, en una ceremonia ampliamente publicitada.
En la isla también se encuentra la basílica de San Aquilo de Larisa. La basílica es un ejemplo superviviente del estilo arquitectónico de los primeros cristianos del período bizantino. Agios Achillios también fue una de las primeras capitales del gobernante Samuel de Bulgaria en el siglo x. La isla se convirtió en un centro turístico y pesquero en la década de 1970.

## Protección
Forma parte de los biotopos de humedales de Grecia, protegidos por la Directiva 92/43/CEE del Consejo de 21 de mayo de 1992 relativa a la conservación de los hábitats naturales y de la fauna y flora silvestres. El pequeño lago Prespa fue designado sitio Ramsar el 21 de agosto de 1975.